# Kati Engel

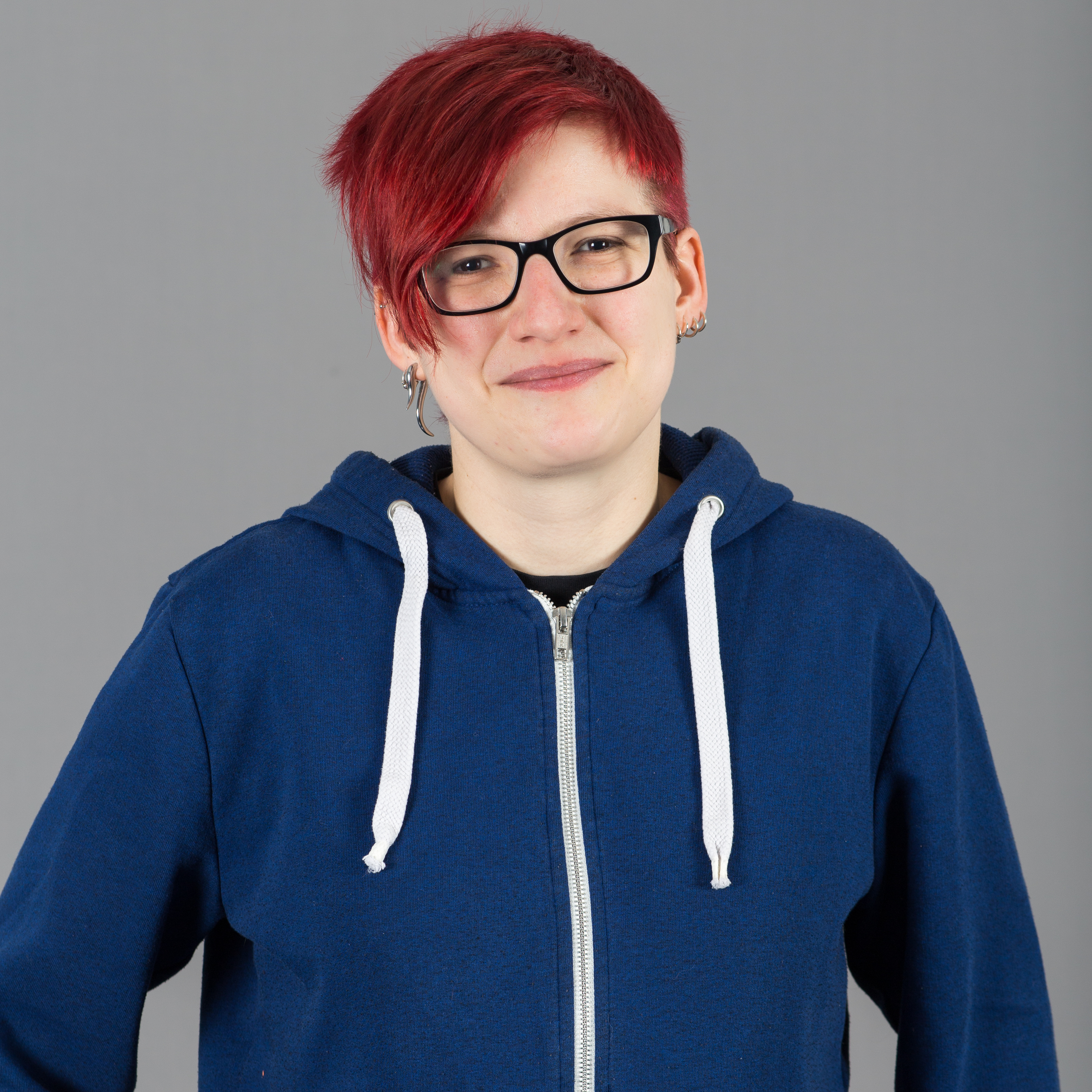
Kati Engel, 2016

Kati Engel, geborene Grund (* 19. Juli 1982 in Karl-Marx-Stadt), ist eine deutsche Politikerin (parteilos, bis 2024 Die Linke). Sie war von 2014 bis 2024 Mitglied des Thüringer Landtags.

## Ausbildung, Beruf und Privates
Nach dem Abitur studierte Engel zwischen 2001 und 2010 zunächst Physik, dann Mathematik und Deutsch auf Lehramt, schließlich Theologie, ohne einen Abschluss zu erwerben. Danach absolvierte sie eine Berufsausbildung zur Veranstaltungskauffrau, die sie im Jahr 2013 abschloss. Von 2013 bis 2014 war sie persönliche Mitarbeiterin der Landtagsabgeordneten Johanna Scheringer-Wright.
Engel ist verheiratet und Mutter von zwei Kindern.

## Politik
Engel war seit 2003 Mitglied der Partei Die Linke und des parteinahen Jugendverbandes Linksjugend ['solid].
Bei den Landtagswahlen 2014 und 2019 zog sie über die Landesliste in den Thüringer Landtag ein. Dort war sie zunächst für ihre Fraktion Sprecherin für Kinder, Jugend und Ausbildung.
Während der Konstituierung des Landtags verursachte Engel einen Eklat, da sie Kleidung mit politischer Botschaft trug. Dies verstieß gegen die Ordnung des Landtages.
Sie unterhält in Eisenach das offene Jugend- und Wahlkreisbüro „RosaLuxx.“.
Nachdem vier CDU-Abgeordnete ihre Zustimmung zur Auflösung des Landtags verweigert hatten und die wegen ihrer Haltung zum Coronavirus umstrittene FDP-Abgeordnete Ute Bergner ihre Unterstützung des Antrags zugesichert hatte (damit hätten die Regierungsfraktionen und die restliche CDU-Fraktion genau die erforderlichen zwei Drittel der Stimmen erreicht), lehnten Engel und ihr Fraktionskollege Knut Korschewsky ab, für die Auflösung zu stimmen, weil sie weder von der AfD noch von einer Corona-Leugnerin abhängig sein wollten. Die Neuwahl wurde daraufhin am 15. Juli 2021 abgesagt.
Am 10. August 2024 erklärte sie ihren Parteiaustritt, weil sie sich unzufrieden mit der Aufarbeitung von Kinderpornografie-Vorwürfen gegen einen Abgeordneten der Linke-Fraktion im Thüringer Landtag durch den Landesvorstand der Partei zeigte.
Bei der Landtagswahl 2024 trat Engel nicht erneut an.

## Mitgliedschaften
In den Jahren 2012 und 2013 war Engel Mitglied im Ortsvorstand von ver.di Erfurt. Seit 2018 war sie die stellvertretende Landesvorsitzende des Thüringer Verbandes der Verfolgten des Naziregimes/Bund der Antifaschisten (TVVdN/BdA) dessen Vorsitz sie 2020 übernahm.